# Carp (Ontario)
Pour les articles homonymes, voir Carp.
Carp est une localité de l'Ontario au Canada, située à l'ouest d'Ottawa.
Carp tire son nom de la rivière Carp. Le village a été fondé en 1844.
Il a la particularité d'héberger le Diefenbunker, un bunker anti-atomique construit dans les années 1960 pour les responsables gouvernementaux canadiens en cas d'attaque nucléaire.